# Буллерова чайка
Буллерова чайка (лат. Chroicocephalus bulleri) — вид птиц из рода Chroicocephalus семейства чайковых (Laridae). Подвидов не выделяют. Эндемик Новой Зеландии. Видовое название дано в честь новозеландского адвоката, натуралиста и орнитолога Уолтера Буллера (1838—1906).

## Описание
Буллерова чайка достигает длины 35—38 см и массы около 230 г.; размах крыльев варьирует от 81 до 96 см. Голова, тело и части крыльев белые, с серебристо-серыми участками на седле и крыльях, а также чёрной окантовкой на крыльях. Клюв чёрного цвета. Наблюдаются сезонные изменения окраски. С февраля по июнь окологлазное кольцо чёрное, в остальное время года оно оранжево-красное, красноватое или тёмно-красное. Ноги тоже меняют цвет с чёрного на тёмно-красный и даже ярко-красный в период размножения.